# Sikkelvincitroenhaai
De sikkelvincitroenhaai (Negaprion acutidens) is een vis uit de familie van roofhaaien (Carcharhinidae), orde grondhaaien (Carcharhiniformes).

## Beschrijving
De kleur is geligbruin en aan de onderzijde bleker. De haai kan een lengte bereiken van 380 centimeter. Het lichaam heeft een langgerekte vorm, de snuit is breed en stomp.
De vis heeft twee rugvinnen en één aarsvin.

## Voorkomen, voortplanting, voedsel
De sikkelvincitroenhaai is een zout- en brakwatervis die voorkomt in een tropisch klimaat.  De soort is voornamelijk te vinden in kustwateren (zoals in een estuarium, koraalrif, of lagune) en (brakke)zeeën. De diepte waarop de soort voorkomt is maximaal 92 meter onder het wateroppervlak.
De nakomelingen van deze haai komen al in het moederdier uit het ei en groeien nog enige tijd door voor ze worden geboren. Elk legsel bevat 1/11 jongen. Bij geboorte meten de jongen zo'n 45 centimeter.
De sikkelvincitroenhaai eet onder andere kleinere haaien, pijlstaartroggen, en macrofauna. Het is een echte rover en een van de soorten die verwondingen toe kan brengen.

## Relatie tot de mens
De sikkelvincitroenhaai is voor de visserij van aanzienlijk commercieel belang. Hij wordt vers, maar ook wel gedroogd gegeten, en van zijn vinnen wordt haaienvinnensoep bereid. Ook de vitaminerijke leverolie wordt verwerkt.